# كريستيان بوغادو
كريستيان بوغادو (بالإسبانية: Cristian Bogado)‏ هو لاعب كرة قدم باراغواياني، ولد في 7 يناير 1987 في فيلاريشا في باراغواي. شارك مع منتخب باراغواي تحت 20 سنة لكرة القدم ومنتخب باراغواي لكرة القدم. أما مع النوادي، فقد لعب مع أوليمبيا أسونسيون وإستوديانتيس دي لا بلاتا وكولو-كولو ونادي ليبرتاد وناسيونال أسونسيون.

## وصلات خارجية
- كريستيان بوغادو على موقع قاعدة بيانات كرة القدم.إي يو (الإنجليزية)
- كريستيان بوغادو على موقع ناشيونال فوتبول تيمز (الإنجليزية)
- كريستيان بوغادو على موقع Soccerway.com (الإنجليزية)